# De vrouwen die naar het graf toegingen
De vrouwen die naar het graf toegingen is een hoorspel naar Les femmes au tombeau. Tragédie pour marionnettes van Michel de Ghelderode (geschreven in 1928 geschreven, in 1934 gepubliceerd en in 1953 voor het eerst opgevoerd). De KRO zond het uit op dinsdag 9 april 1974 in het programma Dinsdagavondtheater, van 21:15 uur tot 21:45 uur. De vertaler en regisseur was Willem Tollenaar

## Rolbezetting
- Ingeborg Uyt den Boogaard
- Wiesje Bouwmeester (de vroedvrouw)
- Willy Brill (Magdalena)
- Margreet Heemskerk
- Eva Janssen (de oude vrouw, Maria)
- Nell Koppen
- Corry van der Linden (de overspelige vrouw)
- Paula Majoor
- Tine Medema (de genezen vrouw)
- Dogi Rugani (de vrouw van Pilatus)
- Fé Sciarone (Yochabeth, de vrouw van Judas)
- Hans Veerman (Jan, Johannes)

## Inhoud
In een armzalig huisje in Jeruzalem komen op de avond van Goede Vrijdag toevallig de beangstigde vrouwen bijeen die de doodsstrijd en het overlijden van Christus hebben bijgewoond en in de vroege ochtend naar het graf zullen toegaan. Het gedrag van de overspelige vrouw of de gelaatsafdruk die door Veronica werd gemaakt vormen onderwerpen waarover ze met elkaar twisten. De vrouw van Pilatus, die het niet eens is met het doen en laten van haar man, is ook bij de groep gekomen. Johannes zal hen op zijn beurt vervoegen, begeleid door de moeder van Christus. Na het vertrek van de vrouwen begint zij de kamer te vegen. Die blijkt te behoren tot het huis van Judas, die is vertrokken om zich op te hangen…